# EFE
A agência EFE é um serviço de notícias internacional criado em 1939 em Espanha.
É a quarta maior agência de notícias do mundo, primeira em idioma espanhol e principal provedor de serviços informativos para os meios de comunicação (imprensa escrita, rádio, televisão e internet) nos países de língua espanhola.
Emprega mais de três mil profissionais de 60 nacionalidades e distribui cerca de 3 milhões de notícias ao ano a mais de dois mil meios de comunicação nos cinco continentes através de uma rede de mundial de jornalistas, 24 horas por dia, de mais de 180 cidades de 110 países com quatro redações centrais em Madri, Bogotá, Cairo e Rio de Janeiro. No país, ainda conta com escritórios em Brasília e São Paulo,
No ano 2001 lançou um serviço em português, comandado da redação central do Rio de Janeiro.

A agência EFE é uma sociedade anônima da qual o estado espanhol é o principal acionista.

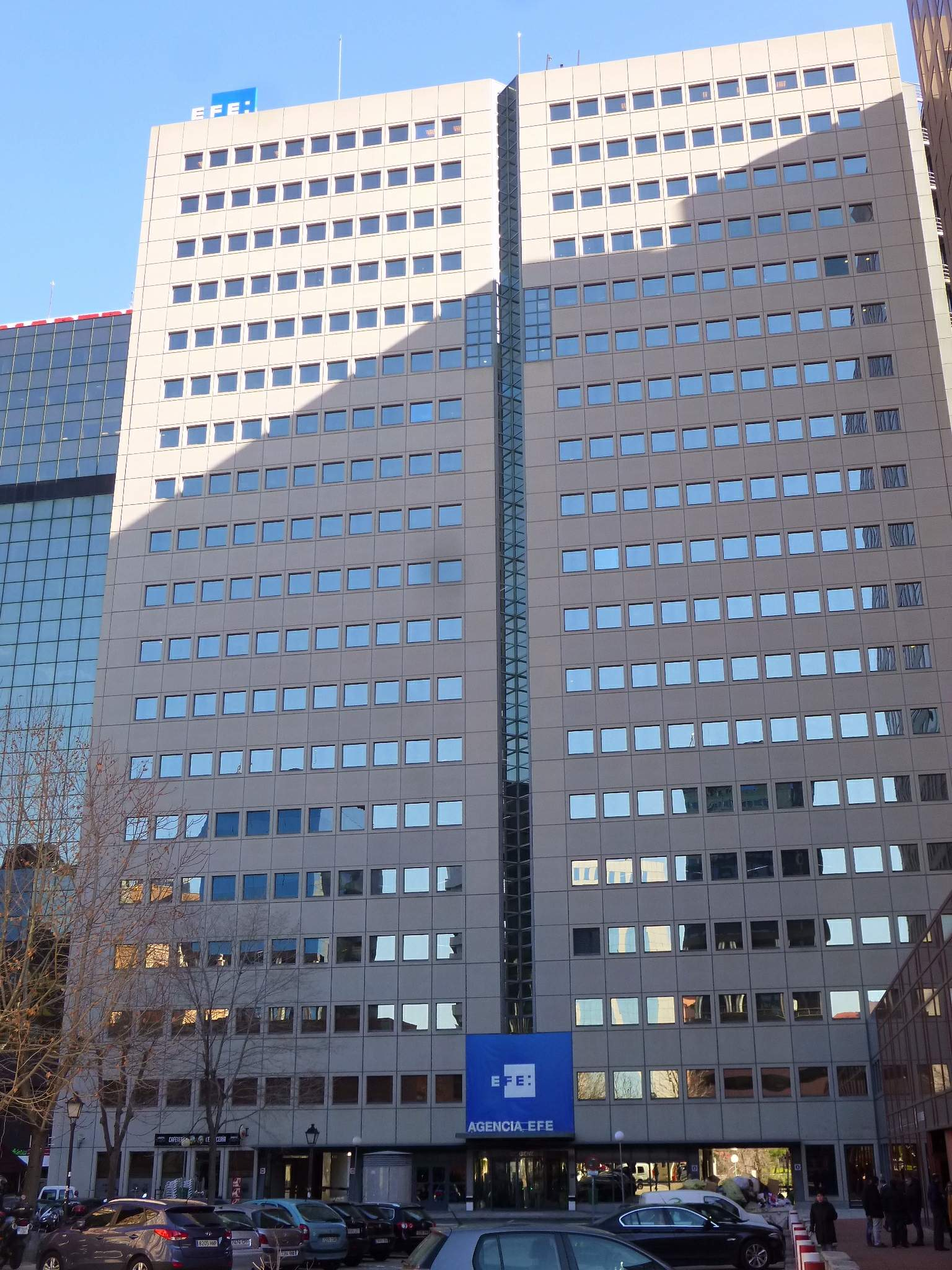
Central da agência na cidade de Madrid.

Em 1995 obteve o Prémio Príncipe das Astúrias de Comunicação e Humanidades.